# Шепіт (пункт контролю)
47°48′17″ пн. ш. 25°8′29″ сх. д. / 47.80472° пн. ш. 25.14139° сх. д.
Ше́піт — пункт пропуску через державний кордон України на кордоні з Румунією. Не працює з 2010 року, в зв'язку із вступом Румунії до Шенгенської зони та відсутністю коштів для облаштування з українського боку. 
Розташований у Чернівецькій області, Путильський район, поблизу однойменного села на автошляху місцевого значення. З румунського боку розташований пункт пропуску «Ізвоареле-Сучевей», повіт Сучава, на автошляху 175 в напрямку Пожорити.
Вид пункту пропуску — пішохідний. Статус пункту пропуску — місцевий з 10.00 до 18.00 (понеділок, середа, п’ятниця).
Характер перевезень — пасажирський.
Судячи із відсутності даних на сайті МОЗ, пункт пропуску «Шепіт» може здійснювати лише радіологічний, митний та прикордонний контроль.
Пункт пропуску «Шепіт» входить до складу митного посту «Вадул-Сірет» Чернівецької обласної митниці. Код пункту пропуску — 40802 07 00 (37).
У 2022 році облрада працює над запуском двох гірських пунктів пропуску з Румунією у Вижницькому районі: «Шепіт» та «Руська». Щодо пункту «Шепіт», то ЄС виділяє 2,5 млн євро на зведення дороги до пункту пропуску. Готова проєктно-кошторисна документація і вона проходить етап експертної оцінки. Служба автодоріг Чернівецької області обіцяє звести дорогу до пункту пропуску до кінця року.